# Verbindingskanaal (Maastricht)

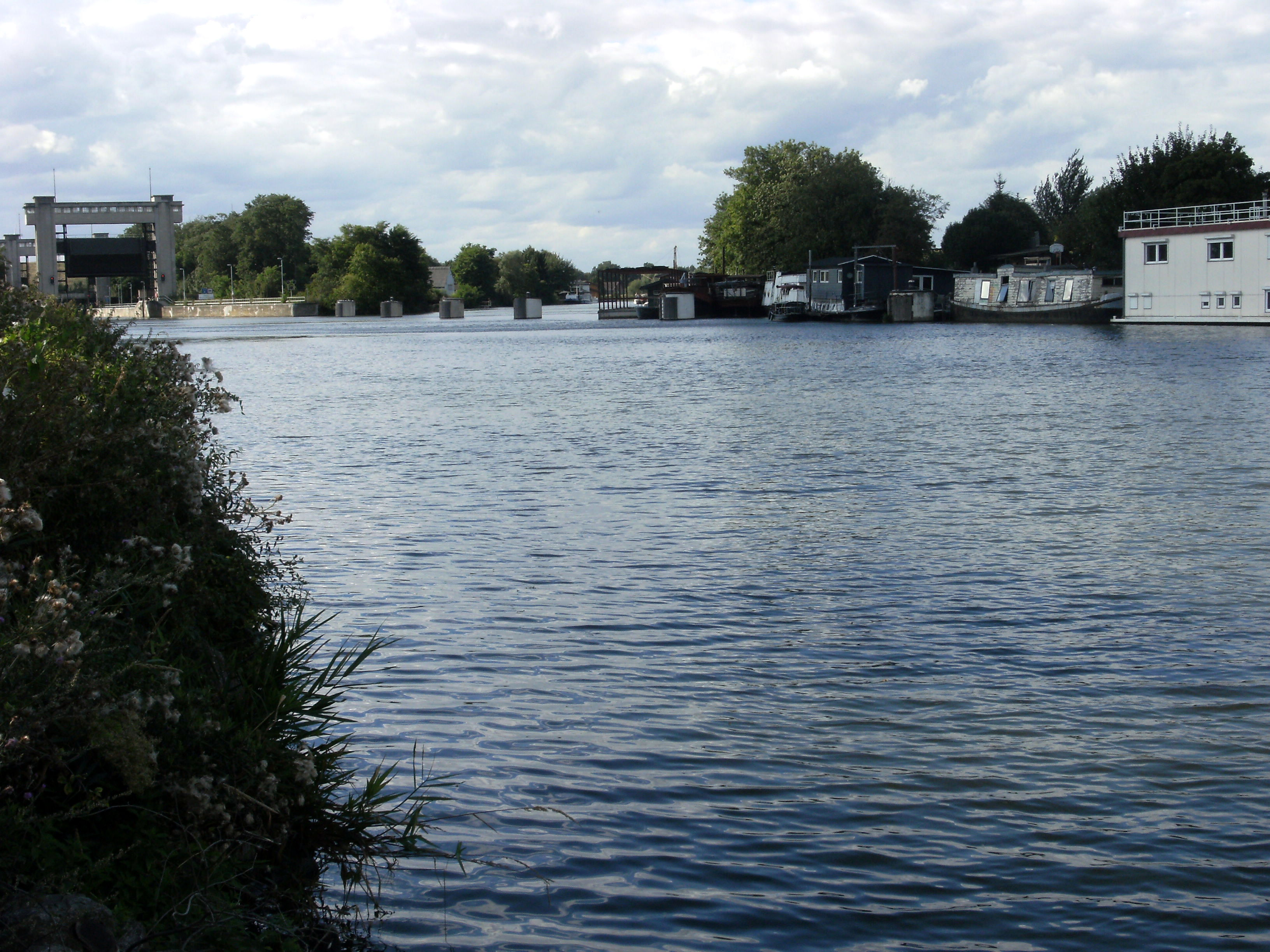
Het Afvoerkanaal met op de achtergrond de sluis

Het Verbindingskanaal, soms ook Afvoerkanaal genoemd, is een kanaal in Maastricht, gelegen ten noordoosten van de wijk Boschpoort, dat de rivier de Maas verbindt met de Zuid-Willemsvaart. Het kanaal buigt even ten noorden van de papierfabriek van Sappi af van de Maas, om via de Sluis Bosscherveld uit te komen in de Zuid-Willemsvaart, even ten noorden van de Belvédère-haven, voorheen bekend als de Jo-Jo-haven. Een zijarm van het kanaal dient bij hoogwater van de Maas als overloop voor de stuw van Borgharen. In deze zijarm zijn enkele tientallen woonboten gelegen.